# Leipziger Universitätsorchester
La Leipziger Universitätsorchester (in italiano Orchestra dell'Università di Lipsia), spesso abbreviata con LUO, è l'orchestra sinfonica dell'Università di Lipsia.

## Storia
La Leipziger Universitätsorchester è stata fondata nell'ottobre del 2003 da studenti dell'Università di Lipsia, la quale inizialmente si firmava con Leipziger studentisches Orchester (in italiano Orchestra studentesca di Lipsia). I componenti dell'orchestra sono quasi tutti studenti dell'Università di Lipsia e non sono professionisti né studenti di Conservatorio. L'Orchestra è organizzata secondo una struttura statutaria del tutto democratica e gestita dagli stessi componenti. Attualmente circa 100 musicisti prendono parte all'orchestra per poter garantire l'esecuzione di un completo repertorio sinfonico.
Dal febbraio 2004 l'Orchestra è ufficialmente parte integrante dell'Università di Lipsia e il nome attuale è stato stabilito dal giugno 2004. L'Orchestra viene rappresentata da un comitato direttivo, che viene votato dai membri dell'orchestra. Anche il direttore d'orchestra viene regolarmente eletto dagli stessi membri, e rimane in carica per 4 semestri (in totale 2 anni). Il primo di questi semestri è considerato come periodo di prova. Dal semestre estivo 2008 il direttore è Juri Lebedev.
Dal 2005 la Leipziger Universitätsorchester è patrocinata dall'MDR Sinfonieorchester. Le prime parti di quest'orchestra danno supporto agli studenti prendendo parte, in qualità di docenti, alle prove a sezioni della Leipziger Universitätsorchester.

## Attività concertistica
L'Orchestra si esibisce regolarmente alla fine di ogni semestre (di solito a febbraio alla fine del semestre invernale e a luglio alla fine di quello estivo) con un concerto sinfonico nella Große Saal (Sala grande) della Gewandhaus. 
Il programma del concerto viene votato dai membri dell'orchestra alla fine del semestre precedente al concerto. Le prove si svolgono durante il periodo di lezioni del semestre in corso.
Inoltre l'Orchestra si esibisce in particolari occasioni come la festa di immatricolazione. Oltre a ciò l'Orchestra è costituita da diversi gruppi di Musica da camera, i quali tengono ulteriori concerti.

## Direttori
- Norbert Kleinschmidt (Semestre invernale 2003/04)
- Anna Shefelbine (Semestre estivo 2004 - Semestre estivo 2005)
- Juri Lebedev (Semestre invernale 2005/06 - Semestre estivo 2007)
- Daniel Huppert (Semestre invernale 2007/08)
- Juri Lebedev (Semestre estivo 2008 - Semestre estivo 2009)
- Kiril Stankow (dal Semestre invernale 2009/10)

## Film
Il film documentario Bis zum letzten Moment (in italiano Fino all'ultimo momento) del 2007 mostra un ritratto della Leipziger Universitätsorchester e la formazione cronologica di un programma da concerto.